# Rosamunde Pilcher: Raus in den Sturm
Raus in den Sturm ist ein deutscher Fernsehfilm von Helmut Metzger aus dem Jahr 2019. Bei dem in der Rubrik „Herzkino“ startenden ZDF-Sonntagsfilm handelt es sich um die 153. Folge der Rosamunde-Pilcher-Filmreihe des ZDF nach der Kurzgeschichte Cardboard star von Rosamunde Pilcher.

## Handlung
Kate ist gemeinsam mit ihrem pubertierenden Sohn Pete von der Stadt auf das Land gezogen, um dort gemeinsam mit dem 30 Jahre älteren Dan zu leben. Doch Kate merkt schnell, dass das Landleben einfach nicht ihre Welt ist, und ein leidenschaftlicher Streit, der schließlich auch zur Trennung der beiden führt, entfacht sich. Pete verdeutlicht seiner Mutter bei seinem Stiefvater bleiben zu wollen, zu sehr hat er ihn über die Zeit lieb gewonnen. Kate bezieht unterdessen eine kleine Stadtwohnung, wo sie den Pub für ihre schwangeren Freundin Jill übernimmt. Im Pub lernt sie den jungen Surfer Caine Martin, der sie auch mit zum Surfen mitnimmt und ihr als Surf-Anfängerin jeden Schritt liebevoll erklärt. Auch Dan hat bei einer Autopanne eine neue Bekanntschaft mit der Galeristin Helen Green gemacht. Nachts in der Disco trifft sie auf ihren Sohn Pete und Kate fordert ihn auf, er solle ab sofort bei ihr mit wohnen. Ein solches Verhalten toleriere sie nicht, auch Stiefvater Dan hat seine Zustimmung gegeben. Kate findet immer mehr gefallen an Caine, doch als sie bei einem Ausflug auf das stürmische Meer sich und Caine in lebensgefährliche Umstände bringt, kommt Dan ihnen zur Hilfe. Die beiden versöhnen sich und werden wieder ein Paar.

## Hintergrund
Raus in den Sturm wurde vom 9. April 2019 bis zum 10. Mai 2019 an Schauplätzen in Cornwall gedreht.

## Kritik
Die Kritiker der Fernsehzeitschrift TV Spielfilm zeigten für das Werk kommentarlos mit dem Daumen immerhin zur Seite.